# О’Дэй, Анита
Анита О’Дэй (англ. Anita O'Day, урождённая Анита Белль Колтон (англ. Anita Belle Colton; 18 октября 1919, Чикаго, Иллинойс — 23 ноября 2006[…], Уэст-Голливуд, Калифорния), известная также под прозвищем Иезавель Джаза (англ. The Jezebel of Jazz), — американская джазовая певица.

## Биография
Анита О’Дэй, урождённая Анита Бель Колтон, родилась 18 октября 1919 года в Чикаго у Джеймса и Глэдис М. Колтон. Детство певицы было нелёгким: она ушла из дома в 12 лет, с 14 лет выступала как танцовщица в популярных тогда танцевальных марафонах. В 16 лет она гастролировала с танцевальным коллективом по Среднему Западу и тогда же начала исполнять за чаевые песню «Lady in Red». Жизнь не баловала певицу, так, к тому времени она неоднократно подвергалась сексуальному насилию и перенесла два подпольных аборта. По словам певицы, «Я была так несчастна от того, что я сделала со своей жизнью, что я начала спиваться». В 1936 году она решила стать певицей и поменяла фамилию на О’Дэй, объясняя это стремлением к деньгам, которые она надеялась заработать.
Свою певческую карьеру начала как участница хора в клубах Celebrity Club и Vanity Fair, затем нашла работу певицы в клубах Ball of Fire, The Vialago и The Planet Mars, где выступления перемежала с работой официантки. В 1937 году в клубе The Vialago она встретила барабанщика Дона Картера, который дал ей первые знания музыкальной теории. Первого заметного успеха певица достигла в 1938 году, когда её выступление прослушал Карл Конс, редактор джазового журнала Down Beat, который предложил ей работу в его клубе The Off-Beat, популярном месте среди музыкантов. Первые десять дней на новой работе Анита О’Дэй пела вместе с квартетом Макса Миллера, и с ним же продолжала работу до 1941 года. Во время работы в The Off-Beat она познакомилась с барабанщиком и бэнд-лидером Джином Крупой, который пообещал взять на работу Аниту О’Дэй, если его певица, Айрин Дэй, покинет группу.
В начале 1941 года Анита О’Дэй присоединилась к оркестру Джина Крупы и работала с ним до 1943 года, записав 34 песни с оркестром, включая «Let Me Off Uptown», дуэт с Роем Элдриджем, первый большой хит в исполнении певицы. В 1941 году журнал Down Beat назвал певицу «Новая звезда года». В 1942 году читатели журнала поставили певицу на четвёртое место среди лучших певиц биг-бэндов, после Элен О’Коннел, Элен Форрест и Билли Холидей. В том же году Анита О’Дэй вышла замуж за профессионального игрока в гольф Карла Хоффа. В 1943 году Крупа был арестован за хранение марихуаны и его оркестр распался. Анита О’Дэй на некоторое время присоединилась к Вуди Герману и затем стала выступать сольно. С апреля 1944 года в течение 11 месяцев работала в оркестре Стэна Кентона, и, как она признавалась в дальнейшем, «Моя работа со Стэнли сохранила и развила моё врождённое чувство структуры аккорда». Певица записала с Кентоном 21 песню, имевшую коммерческий успех. В 1945 года Анита О’Дэй присоединилась к воссозданному оркестру Джина Крупы и работала с ним в течение года, записав 10 песен. С 1946 года Анита О’Дэй окончательно стала соло-исполнителем.
В конце 1940-х Анита О’Дэй записывалась больше двадцати раз, в основном на небольших фирмах, но качество материала было разным: Анита пыталась достичь популярности и поэтому экспериментировала. Среди значимых песен того периода можно отметить «Hi Ho Trailus Boot Whip», «Key Largo», «How High the Moon», и «Malaguena». В конце 1947 года певица вместе с мужем была арестована за хранение марихуаны и приговорена к 90 дням заключения. В 1948 году карьера певицы вновь пошла вверх: она выступила вместе с Каунтом Бэйси в Нью-Йорке, на арене Royal Roost, и её выступление пять раз прозвучало в прямом эфире.
В 1952 году певица выпустила свой первый сольный альбом Anita O’Day Collates. Альбом получил высокие оценки критиков и способствовал популярности певицы. В октябре 1952 года Анита О’Дэй вновь была арестована за хранение марихуаны, но была признана невиновной, а в марте 1953 года её арестовали уже за хранение героина и на этот раз певица была приговорена к 6 месяцам тюрьмы. Вскоре после освобождения, в феврале 1954 года Анита О’Дэй выпустила второй альбом Songs By Anita O’Day и с тех пор до 1962 года стабильно выпускала альбомы, записываясь как с небольшими коллективами, так и с биг-бэндами. Певица также много выступала вживую, с такими звёздами, как Луи Армстронг, Оскар Питерсон, Дина Вашингтон, Телониус Монк, Джордж Ширинг, Кол Чейдер и другие. Венцом карьеры, по словам самой певицы, стало её выступление на джаз-фестивале в Ньюпорте в 1958 году, которое было записано и вошло в документальный фильм «Джаз в летний день». Анита О’Дэй впоследствии сказала, что это был лучший день в её жизни, её звёздное выступление, фотографии которого попали на обложки национальных журналов. Также она призналась, что, возможно, в день выступления она была под сильным воздействием героина. В следующем году она отметилась небольшим камео в фильме о Джине Крупе. В конце 1959 года она гастролировала по Европе с оркестром Бенни Гудмена. После истечения контракта с Verve Records Анита О’Дэй продолжала нередко записываться, но выпустила лишь два альбома. Вместе с тем, пристрастие певицы к наркотикам давало о себе знать, и в 1966 году певица чуть было не умерла от передозировки героина, после чего потребовался курс лечения, который она провела на Гавайях. В 1970 году Анита О’Дэй вернулась на большую сцену, выступив на Берлинском джазовом фестивале, затем сыграла небольшую роль в фильме «Зиг-заг». В 1973 году вновь сыграла камео в фильме «Команда».
С 1975 года она возобновила работу над записями, и до 1979 года выпустила семь альбомов, студийных и концертных. Следующий альбом она записала только через десять лет, в 1989 году, и до 1993 года выпустила ещё четыре альбома. В 1981 году певица выпустила автобиографию High Times, Hard Times, в которой, в частности, много внимания было уделено борьбе с героиновой зависимостью и которая послужила примером для признания многих знаменитых людей в том же пороке. Но вместе с тем певица на склоне лет заметила:
Кто был тот парень, что играл на фортепиано? Бетховен. Все говорят «Великий, великий, великий». Ну хорошо, ты читал его историю? Он сидел на наркоте! Ведь нормальный человек, с нормальной головой и всем прочим, никогда не сможет продвинуться так далеко. 
Оригинальный текст (англ.)Who was that guy that played the piano? Beethoven. Everybody said " Great, great, great." Well, did you ever read his story? He was on dope! So the normal people, with the normal head and everything, never get too far

Свой последний альбом Indestructible! певица выпустила в 2006 году, за семь месяцев до своей смерти. В том же году был снят документальный фильм «Anita O’Day: The Life of a Jazz Singer», который вышел на экраны двумя месяцами позже смерти певицы. Фильм выпущен также на двойном DVD.
Перед смертью проживала в Хемете, штат Калифорния. В ноябре 2006 года её менеджер поместила певицу в больницу, в Западном Голливуде, для восстановления от перенесённой пневмонии. За два дня до смерти Анита О’Дэй потребовала выписки из больницы. 23 ноября 2006 года Анита О’Дэй скончалась на 88-м году жизни во сне, причиной смерти была названа остановка сердца. Тело певицы кремировано, прах развеян над Тихим океаном близ Санта-Моники.

## Стиль
Голос О’Дэй был низкий, несколько скрипучий и её диапазон был ограничен. Из-за неудачного удаления миндалин ей не хватало вибрато. Однако она могла ваять прекрасные зажигательные быстрые фразы из слогов, преломляющие и тонко изменяющие текст и мелодию, ещё и удивляя одновременно и приятными, и логичными методами. Слова, казалось, спрессовывались в миазматическом потоке волнообразного звука, но текст в то же время проходил насквозь. Хотя иногда она брала неточные ноты, её чувство свинга было безупречным. О’Дэй не столько пела песни, сколько разбирала их, только для того, чтобы восстановить композицию так, что песня выходила ещё глубже, ещё эмоциональней, чем оригинал.

«Когда у вас нет большого голоса, вы должны использовать все уловки и нажимать на все белые и чёрные клавиши, — однажды рассказала О’Дэй журналисту. — Это весь тот диапазон, что у меня есть. Я не Лили Понс или Сара Вон» .
Оригинальный текст (англ.)O'Day's voice was low and somewhat gravelly, and her range limited. She lacked vibrato because of a botched tonsillectomy. She could, however, sculpt lovely lines of rapid-fire syllables, bending and tweaking the lyric and melody in surprising yet pleasant and logical ways. The words seemed compressed into a miasmic stream of undulating sound, while the lyric still came through. Although her pitch sometimes wandered, her sense of swing was impeccable. O'Day would not so much sing a song as disassemble it, only to reconstitute the composition in a manner that released deeper and more profound emotions than the original.
"When you haven’t got that much voice, you have to use all the cracks and the crevices and the black and the white keys," O’Day once told an interviewer. «That’s all the range I’ve got. I’m no Lily Pons or Sarah Vaughan.»
Быстрая артикуляция О’Дэй и её глубокое знание гармонии ставит её выше даже Эллы Фитцджеральд в быстром обмене музыкальными идеями с музыкантами-инструменталистами. Скэт, пение без слов, в котором преуспели обе певицы с заметным отрывом, не самая приятная форма, но он поставил их в один ряд с величайшими джазовыми трубачами.
Оригинальный текст (англ.)O'Day had a fast articulation and her deep knowledge of harmony made her superior even to Ella Fitzgerald in exchanging rapid musical ideas with instrumental soloists. Scat singing, the wordless singing at which both women excelled with notable exuberance, is an unlovely form, but it did enable them to stand side by side with the great jazz horn players.
Правильнее будет слово «стилист», чем «певица», она была мастером выразительности, точного выбора момента и фразировок, чьи импровизации подходили любым инструменталистам, с кем она работала.
Оригинальный текст (англ.)Preferring the word “stylist” to “singer,” she was a master of expression, timing and phrasing whose improvisational skills matched any of the instrumentalists with whom she was allied
О’Дэй призналась, что была под сильным влиянием героина во время концерта, и она не знала, что её снимают. Но её исполнение Sweet Georgia Brown, хита фильма, показало, как ей нужно общение, как она была и радостной, и жёсткой, и умной, и стеснительной, и всё это одновременно.
Оригинальный текст (англ.)O’Day admitted to having been high on heroin during the concert, and she was unaware of being filmed. But her rendition of «Sweet Georgia Brown» is the hit of the movie, revealing her need to communicate how joyful, tough, smart, and shy she was, all at once.
О’Дэй обычно носила жакет, похожий на пиджаки инструменталистов, поверх скромной блузки и юбки вместо гламурных платьев, которые предпочитали другие певицы. Тот недостаток гламура и природной красоты более чем компенсировался дерзкой сексуальностью и развязным шиком, которые сопровождали её выступления.  
Оригинальный текст (англ.)O'Day typically wore a band jacket matching the uniforms of the instrumentalists over a plain blouse and skirt rather than the sort of the glamorous gowns favored by other female vocalists. Whatever might have been lacking in her dress and natural beauty, however, O'Day more than compensated with the brash sexuality and swagger that permeated her performances.

Харуки Мураками включил Аниту Дэй во вторую книгу Джазовых портретов, сказав, что «Уникальность Аниты в том, что практически все мелодии в её исполнении всегда были джазом. Её главный козырь — не женское обаяние или чувственность, не текстовая медитация, а открытая демонстрация простой и прямой джазовой души. Сухая фразировка, временами напоминающая звучание трубы. Хрипловатый вокал. Музыкальные интервалы, которым отнюдь не хочется петь дифирамбы. Так или иначе это — джаз. Я очень люблю такую манеру исполнения».

## Дискография
- Anita O’Day Collates (1953)
- Songs By Anita O’Day (1955)
- Anita (1956)
- Pick Yourself Up with Anita O’Day (1957)
- Anita Sings the Most (1957)
- Anita O’Day Sings the Winners (1958)
- Cool Heat (1959)
- Anita O’Day Swings Cole Porter with Billy May (1959)
- Anita O’Day and Billy May Swing Rodgers and Hart (1960)
- Waiter, Make Mine Blues (1961)
- Trav’lin' Light (1961)
- All the Sad Young Men (1962)
- Time for 2 (1962)
- Anita O’Day & the Three Sounds (1963)
- Incomparable! (1964)
- Anita 1975 (1975)
- My Ship (1975)
- There’s Only One… (1978)
- Angel Eyes (1979)
- Mello’day (1979)
- Misty (1982)
- In a Mellow Tone (1989)
- Rules of the Road (1993)
- Indestructible! (2006)